# Bjelovarsko-bilogorská župa
Bjelovarsko-bilogorská župa (chorvatsky Bjelovarsko-bilogorska županija) je jedna z Chorvatských žup. Jejím hlavním městem je Bjelovar. V župě žije asi 7098 chorvatských Čechů, což představuje přibližně 5,33% populace župy a asi 67,54% všech Čechů žijících v Chorvatsku, což z župy činí jádro českého osídlení v Chorvatsku.

## Charakter župy
Župa se rozkládá nedaleko chorvatského hlavního města Záhřebu. Západní část župy náleží k vlastnímu Chorvatsku, území východně od řeky Ilovy pak ke Slavonii. Její území je poměrně nížinné, pouze na severu a na východě se mírně zvedá až do výše 500 m. Jeho středem protéká malá řeka Česma. Název oblasti pochází od názvu hlavního města a od názvu místní pahorkatiny, táhnoucí se rovnoběžně s řekou Drávou. Celá oblast má velmi dobré železniční spojení; tratě vedou z Bjelovaru a dalších měst přímo do Záhřebu.

## Města
- Bjelovar (hlavní město)
- Čazma
- Garešnica
- Grubišno Polje
- Daruvar